# Contepec
Contepec là một đô thị thuộc bang Michoacán, México. Năm 2005, dân số của đô thị này là 30696 người.